# پلیکام
پلیکام (انگلیسی: Polycom) شرکت مخابرات آمریکایی است، که در سال ۱۹۹۰ تأسیس شد.